# Sarcophaga philippii
Sarcophaga philippii är en tvåvingeart som först beskrevs av Camillo Rondani 1863.  Sarcophaga philippii ingår i släktet Sarcophaga och familjen köttflugor. Inga underarter finns listade i Catalogue of Life.